# Anastasija Pivovarova
Anastasija Olegovna Pivovarova (in russo Анастасия Олеговна Пивоварова?; Mosca, 16 giugno 1990) è una tennista russa.

## Carriera
Fa il suo esordio nei tornei del Grande Slam agli US Open 2008 dove viene sconfitta al primo turno e in tre set dalla svizzera Patty Schnyder.

Ottiene un ottimo risultato al Roland Garros 2010 dove, dopo aver superato le qualificazioni per accedere al tabellone principale, raggiunge il terzo turno superando anche la testa di serie Jie Zheng prima di arrendersi a Samantha Stosur che in quell'edizione raggiungerà la finale.

## Statistiche

### Risultati in progressione
| Sigla | Risultato               |
| ----- | ----------------------- |
| V     | Vincitore               |
| F     | Finalista               |
| SF    | Semifinalista           |
| O     | Oro olimpico            |
| A     | Argento olimpico        |
| SF    | Bronzo olimpico         |
| QF    | Quarti di Finale        |
| 4T    | Quarto turno            |
| 3T    | Terzo turno             |
| 2T    | Secondo turno           |
| 1T    | Primo turno             |
| RR    | Round Robin             |
| LQ    | Turno di qualificazione |
| A     | Assente                 |
| ND    | Non disputato           |

| Legenda superfici    |
| -------------------- |
| Cemento              |
| Terra battuta        |
| Erba                 |
| Superficie variabile |

#### Singolare nei tornei del Grande Slam
| Torneo          | 2008 | 2009 | 2010 | 2011 | 2012 | 2013 | 2014 |
| --------------- | ---- | ---- | ---- | ---- | ---- | ---- | ---- |
| Australian Open | A    | A    | A    | A    | A    | A    | A    |
| Open di Francia | A    | A    | 3T   | 1T   | A    | A    | A    |
| Wimbledon       | A    | A    | 1T   | 1T   | A    | A    | A    |
| US Open         | 1T   | A    | A    | A    | A    | A    | A    |

#### Doppio nei tornei del Grande Slam
Nessuna partecipazione

#### Doppio misto nei tornei del Grande Slam
Nessuna partecipazione